# Cutris
Cutris es el undécimo distrito del cantón de San Carlos, en la provincia de Alajuela, de Costa Rica.

## Historia
Cutris fue creado el 26 de noviembre de 1971 por medio de Decreto Ejecutivo 2083-G.

## Ubicación
Está ubicado en la región septentrional del país y limita con 7 distritos; Pocosol al oeste, Aguas Zarcas y Pital al Este, Palmera, Florencia y La Fortuna al sur. Mientras que al norte colinda con Nicaragua.
Su cabecera, el pueblo de Boca Arenal, está ubicada a 33.4 km (47 minutos) al N de Ciudad Quesada y 133 km (2 horas 34 minutos) al NO de San José la capital de la nación.

## Geografía
Cutris cuenta con un área de 849,19 km² y una altitud media de 65 m s. n. m.
Presenta un relieve llano en la mayoría de su territorio.

## Demografía
Para el año 2022, Cutris cuenta con una población estimada de 11 323 habitantes, y para el último censo efectuado, en 2011, Cutris contaba con una población de 10 334 habitantes.

## Localidades
- Cabecera: Boca Arenal
- Poblados: Almendros, Bellavista, Betania, Boca de San Carlos, Boca Providencia (parte), Cabeceras de Aguas Zarquitas, Carmen, Cascada, Castelmare, Cocobolo, Coopevega, Corazón de Jesús, Crucitas, Chamorrito, Chamorro, Chorreras, Hebrón, Isla del Cura, Isla Pobres, Isla Sábalo, Jardín, Kopper, La Cajeta, Laurel Galán, Limoncito, Moravia, La Fortuna, Patastillo, Pueblo Nuevo, Recreo, Río Tico, Roble, San Antonio, San Fernando, San Francisco, San Joaquín, San Jorge, San José, San Marcos, Santa Rita, Santa Teresa, San Vito, Tabla Grande (San Pedro), Terrón Colorado (parte), Ventanas, Vuelta Bolsón (parte), Vuelta Millonarios, Vuelta Ruedas.

## Economía
Actualmente este distrito hace de la ganadería y del cultivo de cítricos (naranja, piña y caña de azúcar), sus principales actividades. 
Estas proporcionan empleo a una gran cantidad de personas, las cuales en su mayoría son migrantes nicaragüenses que llegan a estas tierras atraídos por la zafra.
En Boca de Arenal, (cabecera del distrito) se puede encontrar restaurantes, tiendas de abarrotes, carnicerías y un ingenio.

## Transporte

### Carreteras
Al distrito lo atraviesan las siguientes rutas nacionales de carretera:
- Ruta nacional 4
- Ruta nacional 35
- Ruta nacional 227
- Ruta nacional 751
- Ruta nacional 753